# Linus Gerdemann

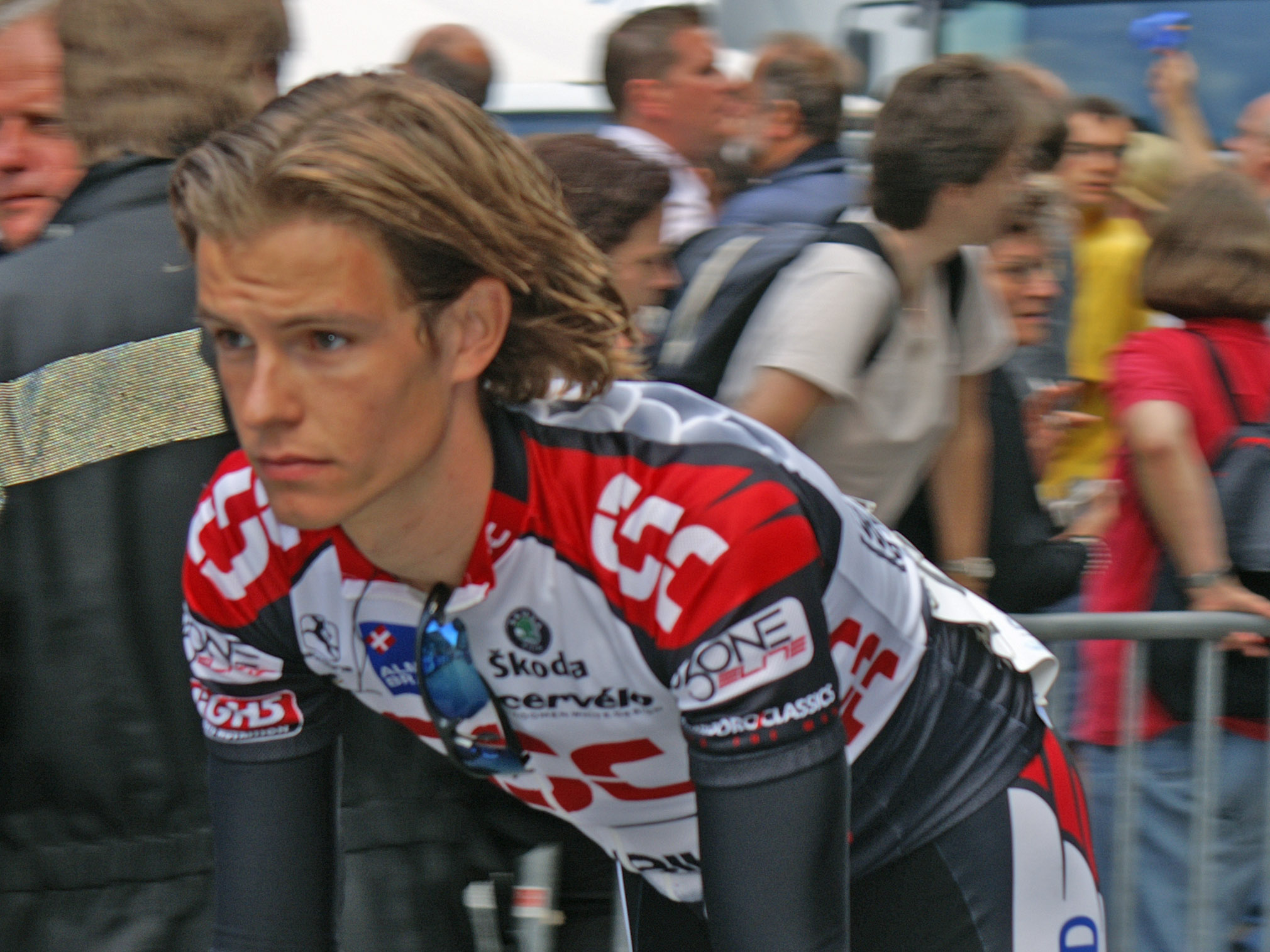
Linus Gerdemann à la HEW Cyclassics 2005.

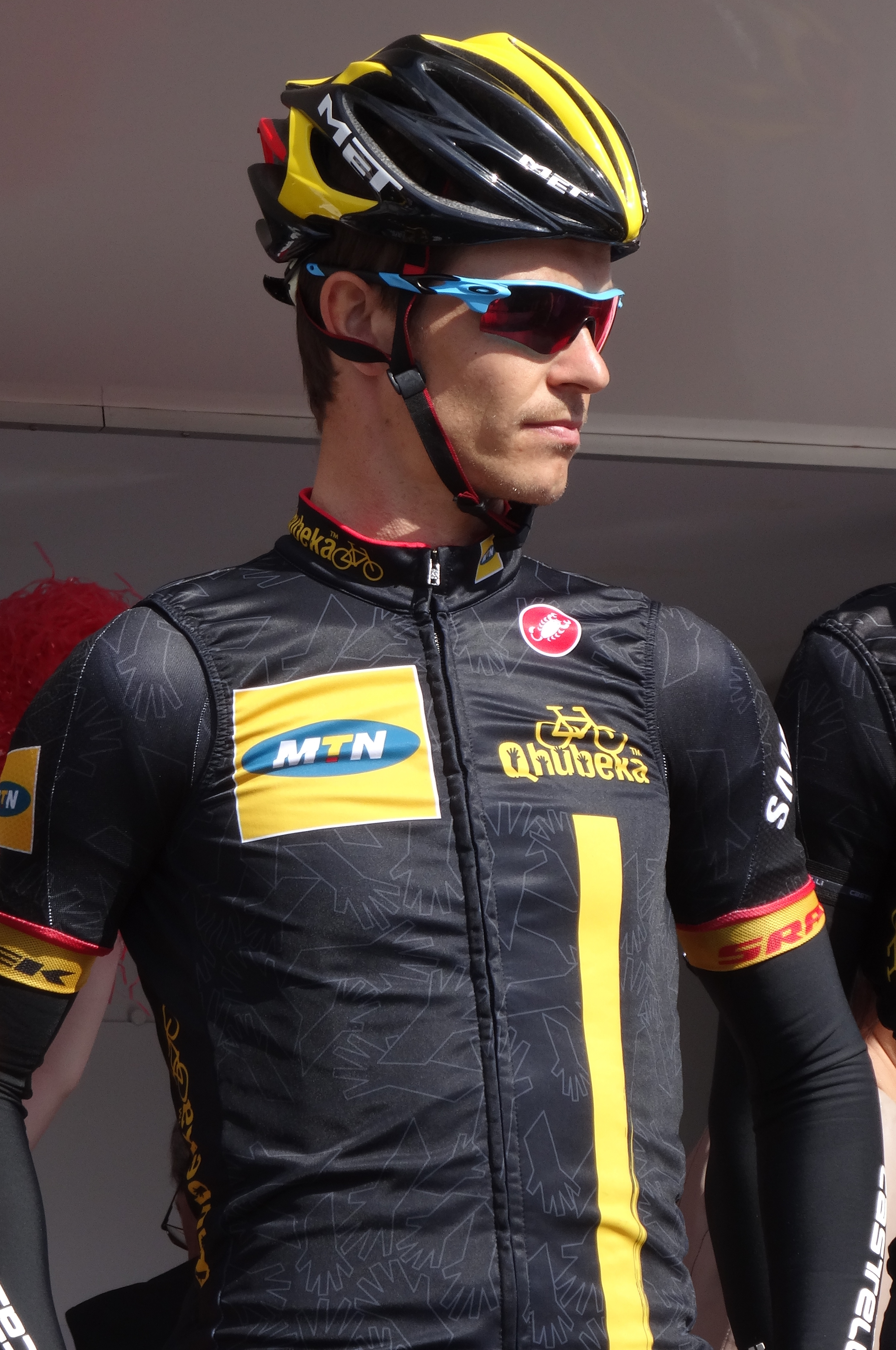
Linus Gerdemann lors du Grand Prix de Denain 2014

Linus Gerdemann est un coureur cycliste allemand, né le 16 septembre 1982 à Münster, professionnel de 2005 à 2016.

## Biographie
Linus Gerdemann fait ses débuts professionnels en mai 2005 dans l'équipe CSC. Rapidement, il démontre de grandes qualités, se classant 5e des Quatre Jours de Dunkerque (dont il porte un temps le maillot de leader) et remportant la 7e étape du Tour de Suisse 2005. Il est annoncé à ce moment comme un espoir prometteur.
En 2006, il signe un contrat dans l'équipe T-Mobile de Jan Ullrich en espérant  participer au Tour de France. Il se montre un équipier modèle, effectuant un excellent travail pour son leader Jan Ullrich lors du Tour de Suisse. Il ne dispute toutefois pas le Tour de France.
Après la refonte de l'effectif de la T-Mobile, Linus Gerdemann a une grosse pression sur les épaules et doit s'affirmer comme l'un des leaders des « Magentas ».
Il participe à son premier Tour de France en 2007. Il y remporte la 7e étape et porte le maillot jaune pendant une journée.
En revanche, il ne participe pas au Tour 2008 à la suite d'une lourde chute entraînant une fracture du fémur et du tibia lors de la première course à étapes italienne Tirreno-Adriatico.
Il effectue une année 2009 (la première avec sa nouvelle équipe Milram) décevante, malgré sa victoire au Tour de Bavière, où il succède à son coéquipier Christian Knees et sa 7e place au Tirreno-Adriatico.
Mais c'est au Tour de France qu'il déçoit : 24e en tant que leader de son équipe alors qu'on l'annonçait comme la révélation.
En 2010, lors du Challenge de Majorque, il remporte la troisième étape (Trofeo Inca) avec deux de ses coéquipiers dans le top 10 : Johannes Fröhlinger et Thomas Rohregger. 
Il remporte en mars la 1re étape du Tirreno-Adriatico à la suite d'un sprint avec Matti Breschel, Luca Paolini et Pablo Lastras. Il garde le maillot de leader jusqu'à la 3e étape.
À la suite de l'arrêt de Milram fin 2010, il rejoint Leopard-Trek en 2011 qui devient RadioShack-Nissan en 2012. Sélectionné en équipe d'Allemagne pour la course en ligne des championnats du monde 2012, avec pour leader John Degenkolb, il déclare forfait en raison d'une douleur au genou et est remplacé par Johannes Fröhlinger. En fin de saison, il n'est pas conservé par RadioShack-Nissan.
Sans équipe en 2013, il s'engage en août pour la saison 2014 avec la formation sud-africaine MTN-Qhubeka et reprend la compétition à l'occasion de la Tropicale Amissa Bongo.
Fin 2015, il signe avec l'équipe Stölting Service Group. L'équipe s'arrête en fin d'année 2016. Ne retrouvant pas d'autre engagement, Gerdemann arrête là sa carrière de coureur cycliste professionnel.

## Palmarès et classements

### Palmarès amateur
- 2003
  - 3e de l'Erzgebirgsrundfahrt
- 2004
  - 4e étape du Tour de Berlin
  - Erzgebirgsrundfahrt
  - 3e du championnat d'Allemagne du contre-la-montre espoirs
- 2005
  - 2e de la Cinturón a Mallorca

### Palmarès professionnel
- 2005
  - 7e étape du Tour de Suisse
  - 3e du Tour de Bavière
- 2006
  - 6e du Tour de Catalogne
  - 7e du Tour de Suisse
- 2007
  - 7e étape du Tour de France
- 2008
  - Tour de l'Ain :
    - Classement général
    - 3ea étape

  - Coppa Agostoni
  - Tour d'Allemagne :
    - Classement général
    - 1re étape

  - 3e de la Monte Paschi Eroica
- 2009
  - Classement général du Tour de Bavière
  - 7e de Tirreno-Adriatico
- 2010
  - Trofeo Inca
  - 1re étape de Tirreno-Adriatico
- 2011
  - Tour de Luxembourg :
    - Classement général
    - 2e étape

  - 10e de l'Eneco Tour
- 2012
  - 2e du championnat d'Allemagne sur route
  - 5e du Tour de Pologne
- 2014
  - 4e étape du Tour d'Azerbaïdjan
- 2015
  - Tour de Luxembourg :
    - Classement général
    - 2e étape

### Résultats sur les grands tours

#### Tour de France
4 participations
- 2007 : 36e, vainqueur de la 7e étape,  maillot jaune pendant un jour
- 2009 : 24e
- 2010 : 84e
- 2011 : 60e

#### Tour d'Italie
1 participation
- 2010 : 16e

#### Tour d'Espagne
3 participations
- 2005 : 72e
- 2009 : non-partant (12e étape)
- 2012 : abandon (18e étape)

### Classements mondiaux
| Année                  | 2005 | 2006 | 2007 | 2008 | 2009 | 2010 | 2011 | 2012 | 2013 | 2014 | 2015 | 2016  |
| ---------------------- | ---- | ---- | ---- | ---- | ---- | ---- | ---- | ---- | ---- | ---- | ---- | ----- |
| Classement ProTour     | 175e | 65e  | 114e | 18e  |      |      |      |      |      |      |      |       |
| Calendrier mondial UCI |      |      |      |      | 108e | 138e |      |      |      |      |      |       |
| UCI World Tour         |      |      |      |      |      |      | 169e | 81e  |      |      |      |       |
| UCI Africa Tour        |      |      |      |      |      |      |      |      |      | 77e  |      |       |
| UCI Asia Tour          |      |      |      |      |      |      |      |      |      |      |      | nc    |
| UCI Europe Tour        |      |      |      |      |      |      |      |      |      | 518e | 49e  | 957e  |
| Calendrier mondial UCI |      |      |      |      |      |      |      |      |      |      |      | 1419e |